# 신바루역
신바루역(일본어: 新原駅)은 일본 후쿠오카현 가스야군 스에정에 위치한 규슈 여객철도 가시 선의 철도역이다. 상대식 승강장 2면 2선의 구조를 갖춘 지상역이다.

## 타는 곳
| 1 | ■ 가시 선 | (상행) | 조자바루 · 가시 · 사이토자키 방면 |
| 2 | ■ 가시 선 | (하행) | 우미 방면                         |

## 역 주변
- 신바루 공민관

## 역사
- 1905년 6월 1일 : 하카타와 철도의 역으로서 개업.
- 1942년 9월 19일 : 하카타완 철도 기선이 서일본 철도로 합병. 이 회사의 가스야 선이 역이 됨.
- 1944년 5월 1일 : 전시 매수에 의해 국유화, 일본국유철도 가시 선의 역이 됨.
- 1974년 3월 5일 : 화물 취급 폐지.
- 1987년 4월 1일 : 일본국유철도 분할 민영화에 의해, 규슈 여객철도가 승계.
- 1988년 7월 21일 : 위탁 역무원을 배치.
- 2009년 3월 1일 : IC카드 SUGOCA의 사용을 개시.
- 2015년 3월 14일 : ANSWER 시스템 도입에 수반해, 무인화.

## 인접 역
| 가시 선                  | 가시 선   | 가시 선        |
| ------------------------ | --------- | -------------- |
| 스에추오 사이토자키 방면 | ■ 가시 선 | 우미 우미 방면 |